# اچ‌ام‌اس نیاد (۱۷۹۷)
اچ‌ام‌اس نیاد (۱۷۹۷) (به انگلیسی: HMS Naiad (1797)) یک کشتی بود که طول آن ۱۴۷ فوت (۴۴٫۸ متر) بود. این کشتی در سال ۱۷۹۷ ساخته شد.